# 피들러의 상황리더십 이론
피들러의 상황리더십 이론은 프레드 피들러에 의해 개발된 상황이론이다.

## 개념
1960년대 상황론적 접근법은 프레드 피들러에 의해 개발되었다. 리더 및 부하의 행동적 특성, 과업과 집단구조, 조직체요소를 중심으로 리더십 상황을 유형화하고 리더십 과정에서 이들 요소의 역할과 리더의 효과를 분석하려는 이론이라고 할 수 있다. 즉 상황변수를 주된 관심사로 하고 리더의 속성을 상황에 따라 적절하게 배합시키는 것을 주제로 하는 피들러의 상황리더십 모형은 상황이론의 효시로서 널리 알려져 있는 이론이다. 조금 더 살펴보자면, 피들러는 리더십 효과가 리더의 스타일과 리더십 상황(leadership situation)의 적합성에 달려 있다는 전제에서 시작하였다. 피들러는 LPC(least preferred coworker)척도를 개발하여 리더의 유형을 분류하려고 시도하였으며, 연구초기에 리더십 특성론적 접근방법의 한 예였다. 그는 LPC 척도를 가지고 리더의 태도를 측정함으로써 리더의 유효성을 예측하고자 하였다. 조직설계에 관하여 조직 유효성과(성과)에 영향을 주는 상황요인들을 파악하여 상황요인과 조직구조 사이에 적합관계(적합성)가 성립할 때 조직유효성이 향상된다는 관점 하에, 상황요인과 적합관계를 가질 수 있는 조직구조를 설계하고자 하는 것이다. LPC 척도는 과거 또는 현재의 ‘가장 함께 일하기 싫은 동료’를 생각하면서 동료의 등급을 매기는 것으로, 합산된 점수에 따라 리더의 특성을 과업지향적(task motivated) 리더와 관계지향적(relationship motivated) 리더로 분류한다.

## 측정방법

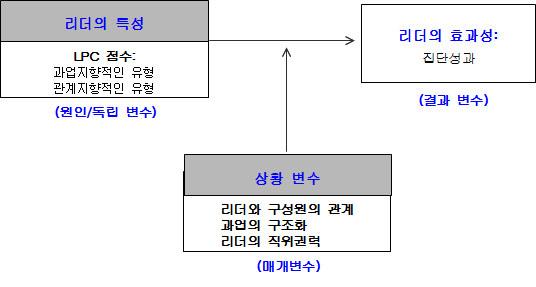
상황적합 모형

피들러(F. E. Fiedler)의 상황적합 모형의 개념적인 프레임웍(framework)은 다음의 네 가지 변수로 구성되는데 즉, 원인 변수로 리더십 유형, 상황변수로는 리더-부하의 관계, 과업구조, 직위권력 등이다. 원인변수인 리더십 유형의 측정은 리더의 동기적 측면(the motivational aspects of the leader)을 측정하려는 것이고, 나머지 세 가지 상황변수들은 상황유리성(the situational favorableness for the leader)을 측정하려는 것이다. 따라서 피들러의 상황적합 모형의 개념 틀은 LPC 척도에 의한 리더십 유형의 세 가지 변수를 고려한 상황유리성 정도, 그리고 이양자의 결합에 의한 결과변수인 집단성과로 구성된다.

## LPC 척도

### 배경
1950년대 초 피들러(F. E. Fiedler)는 임상 의사의 적성과 담당 환자들의 지각사이의 관계 조사를 통하여 동료 작업자에 대한 리더의 지각이 리더십의 유효성과 관련이 있을 것이라는 사실을 알게 되었으며, 임상 의사들은 환자를 대상으로 여러 가지 검사와 면접을 통하여 환자의 자아 개념을 예측하려고 시도하였으나 대부분 실패하였다. 그러나 많은 의사들이 환자를 자기와 유사하게 묘사하고 있다는 사실이 발견되었다. 즉 임상의사들의 능력과 가정된 유사성(assumed similarity)과의 관계로 연구 방향이 전환되었으며 가장 바람직하다고 생각되는 동료(most preferred co-worker: MPC)와 가장 바람직하지 못하다고 생각되는 동료(least preferred co-worker : LPC)를 묘사하게 되었다. 이와 같은 두 가지 형태의 사람에 대한 인상을 오스굳(C. Osgood) 등의 어의차이 척도법과 유사한 방식을 사용하여 평가하는 것이 ASO(assumed similarity between opposites)라는 척도이며 이를 점수화하여 리더십 유형의 지수로 간주하였다.
피들러(F. E. Fiedler)에 의하면 임상의사의 능력과 가정된 유사성과의 상관계수는 0.58로 유의적이었다. ASO와 LPC의 상관계수는 0.70-0.39으로 대단히 높았기 때문에 ASO의 고저는 주로 LPC의 득점에 직접 영향을 미치고 두 점수에 큰 차이가 없으므로 서로 호환적으로 사용하게 되었다. ASO 점수와 집단성과와의 관계를 연구한 것이 상황적합 모형의 시발이 되었고, 오늘날에는 ASO 점수 대신에 LPC 점수가 주로 사용되고 있다.

### LPC 설문[7]
이 모델에서 리더의 성격특성은 LPC(Least Preferred Co-Worker) 설문에 의해서 측정된다. LPC 척도는 설문의 대상자들에게 자신의 과거와 현재까지의 모든 사회적 경험에서 같이 일을 해온 동료들을 회상하게 하여 그중에서 함께 일하기 어려웠다거나 어려운 동료를 선택하도록 요구한다. 그 대상이 감정적으로 싫어하는 사람이 아니라 함께 일하기 어려웠던 사람임을 강조한다. LPC 항목의 설문지는 18개 항목으로 구성되어 있으며 LPC 점수는 18점에서 144점까지 분포한다. 점수가 64점 이상이면 관계지향적인 리더로, 57점 이하이면 과업지향적인 리더로 분류된다. LPC 설문지의 평가를 통해 리더 자신의 행동 유형을 진단하는 도구로서 응답자인 리더들이 함께 일했던 동료들 중에서 자기가 가장 싫어하는 동료를 어떻게 평가하느냐에 따라서, LPC 점수가 높은 사람과, 즉, 싫어하는 동료를 그 사람과의 관계나 정을 고려하여 좋게 평가한 관계지향적 리더와, LPC 점수가 낮은 사람으로, 자기가 싫어하는 동료를 비호의적으로 평가한 사람으로 대인관계보다 과업성과에 비중을 두는 과업지향적 리더로 분류한다. 피들러 모델의 특이한 점은 OSU 연구나 관리격자 모델에서와는 달리(사실, 다른 어떤 상황이론들과도 다르게), 관계지향적 리더십과 과업지향적 리더십을 단일차원의 양극점으로 본다.

- 당신이 지금까지 함께 일했던 사람들 중에서 가장 같이 일하고 싶지 않은 사람을 한사람 생각해 내고 그(녀)에 대해서 아래에 평가하시오.

- 당신의 점수가 64점 이상이면 관계지향적 스타일이고 57점 이하이면 과업지향적 스타일이다.

### LPC의 측정과 해석
LPC 척도는 설문의 대상자들에게 자신의 과거와 현재까지의 모든 사회적 경험에서 같이 일 해온 동료들을 회상하게 하여 그 중에서 함께 일하기 어려웠다거나 어려운 동료를 선택하도록 요구한다. 그 대상이 감정적으로 싫어하는 사람이 아니라 함께 일하기 어려웠던 사람임을 강조한다. 함께 어려웠던 사람이 선정되면 어의차이 척도(semantic differential scale)에 그 대상의 특성을 표시하게 된다. 외견상 동료에 대한 평가로 해석할 수 있는 LPC 설문은 실제로 리더자신에 대한 중요한 정보를 제공하고 있다. LPC 설문을 분석하여 보면 그 구성 항목은 과업(task)과 사회적(social) 요소로 구분할 수 있다. 그러나 최근 수정된 18항목의 LPC 척도는 함께 일하기 힘든 동료를 거부하는 정도를 측정하기 때문에 성격관련 항목들이 많이 포함하고 있다.

## 상황변수

### 내용
상황적합 모형에서 리더십의 유효성은 두 개의 요인에 의해 결정된다. 첫 번째 요인은 리더의 근처에 있는 동기유발의 원인, 즉 그에게는 가장 중요한 것으로 되어 있는 리더십 유형이고, 두 번째는 리더가 자신의 리더십 상황에 대해서 얼마나 통제력과 영향력을 구사하는가의 정도이다. 리더가 통제력과 영향력을 행사하는 리더십 상황의 주요구성은 다음과 같다.
① 집단의 구성원이 리더를 지지하는 정도인 리더-구성원 관계(LMR: leader-member relationship)
② 과업에 대한 목표, 절차, 구체적인 지침을 명확히 하고 있는 정도인 과업구조(TS: task structure)
③ 부하의 상벌에 대해 리더에게 부여하고 있는 권한의 정도인 직위권력(PP: position power)이다. 이상 세 가지의 상황변수의 구체적인 측정 방법을 검토하기로 한다.

### 상세 설명
① 리더-구성원 관계 (LMR: Leader Member-Relations) :
리더십이란 타인에 대한 통제와 영향력을 의미하므로 리더가 집단 구성원으로부터 지지와 신뢰를 얻게 되면 리더의 입장은 매우 강하고 상황에 대한 통제력도 높아지게 되므로 리더십의 효과가 증대 될 수 있다. 리더의 통제와 영향력에서의 이 인간적인 측면을 리더-구성원 관계라 한다. 리더와 구성원의 관계가 좋을 때, 리더에게 유리한 상황이 된다.
리더-구성원 관계는 상황 통제력 중에서 가장 중요한 측면이다. 피들러(F.E. Fiedler)의 상황적합모형이 발표된 후 리더-구성원 관계 측정을 위해 개발된 최초의 척도는 리더에게 집단 분위기(GA: Group Atmosphere)를 측정하는 것이다. 집단 분위기(GA)는 8점을 척도로 10개 항목으로 구성되어 있으며 리더가 집단으로부터 수용되고 있으며 자신의 역할을 쉽게 수행할 수 있다고 느끼는 정도를 나타내는 것으로 리더십의 유형을 측정하는 형태를 가지고 있다. 피들러에 의하면 LMR 질문에 긍정적으로 대답할 수 있다면 리더-구성원 관계는 양호한 것이다. 그러나 리더-구성원 관계는 다른 요소에 의해서도 영향을 받는다. 즉, 인간적인 충돌이나 가치관의 차이와 성장배경, 언어 등으로 인한 집단 내의 갈등들을 들 수 있다. 그러나 여기서도 피들러는 대부분의 조직 내에서 문화적 차이는 당연한 것으로 별로 문제시되지 않는다고 언급하고 있다.
1. 구성원들은 리더에게 피해를 끼치지 않도록 노력하고 있는가?
2. 일어날 가능성이 있는 문제에 대해서 미리 리더에게 주의를 환기하고 있는가?
3. 어떻게 일을 할 것인가에 대해서 구성원들은 의식적으로 생각하고 있는가?
4. 구성웡들은 리더가 하라는 것에 대한 것보다 그들에게 해주었으면 좋겠다고 생각하는 것에 대해 어떻게 생각하고 있는가?
5. 사소한 대화에 리더를 참여시키는가?
6. 구성원들은 리더에게 진심으로 우호적이며 기쁘게 해주려고 노력하는가?

② 과업구조(TS: Task Structure):
리더십 상황을 측정하는 두 번째 중요한 상황변수는 리더가 담당하는 과업의 구조화 정도이다. 과업 구조란 과업의 목표, 달성방법 및 성과 기준 등이 분명하게 명시되어 있는 정도를 의미하고 있다. 피들러의 상황모형에서의 과업구조를 측정하기 위해 네 가지 차원에서 접근하고 있는데, 그 내용은 표의 내용과 같다. 고도로 구조화된 과업에 대하여는 리더는 부하들의 감시와 영향력 행사가 보다 용이하며, 나아가 자세한 지시와 통제를 할 수 있고 그 실행여부를 쉽게 파악할 수 있다. 과업의 구조화 정도가 높을 경우 리더는 과업에 대한 영향력을 행사하기가 쉬워 리더에게 유리하다. 반면에 과업이 구조화되지 않았을 경우의 리더는 업무수행이 어렵게 된다.
③ 직위 권력(PP: Position Power) :
직위권력은 상황모형에서 세 번째의 상황변수로 직무수행을 위해 리더에게 조직이 공식적으로 부여한 권력이다. 직위 권력은 리더가 집단 구성원을 직접 통제할 수 있도록 주어진 요소로서, 직위 그 자체가 집단 구성원들에게 리더의 지시와 리더십에 동의하고 수용하게 하는 정도를 의미한다. 리더의 직위는 조직이 얼마나 공적인 힘을 부여하느냐에 따라서 달라진다. 구성원이 리더의 통제 및 정책에 순응하도록 할 때 리더에게 유리하다.

## 리더십 유형과 상황모형

### 리더십 유형의 분류
낮은 LPC점수(57점 이하)를 보이는 리더를 과업 지향적(task-oriented style) 특성을 지닌다.

#### 관계지향적 리더
관계지향적 리더는 일반적으로 부하들과 잘 어울리는 것을 중요시하고, 부하들에 대해 배려있는 행동을 하며 지원적인 태도를 취한다. 이들은 구성원들과 긴밀한 인간관계를 맺은 다음 과업목표 달성에 관심을 갖는다. 이 리더는 부하들과의 신뢰관계를 중요시하게 여기고 부하들의 참여와 자율성을 존중하며, 부하들의 개인사정에 관심을 가지기 때문에 부하들이 이 리더와 편하게 사적으로 만날 수 있다. 이 경우에는 과업이 명확하게 호의적이거나 비호의적으로 구분되지 않고 그 중간범위일 경우에 해당한다.

#### 과업지향적 리더
이에 반해 과업 지향적 리더는 과업목표 달성을 우선시하며 주로 과업을 완수하는데 만족감을 얻는다. 부하를 다룰 때에도 과업 지향적 행동을 강조하며, 부하들과 좋은 관계를 맺는 것은 주로 집단이 과업을 잘 수행할 때이나 과업상의 중대한 문제가 없을 때에만 가능하다. 이 리더는 과업 자체에 우선 중점을 두기 때문에 리더중심으로 결정과 지시가 내려지며, 규칙과 규정을 강조하며 일을 정해진 시간에 완벽하게 끝내는 데드라인과 스케줄을 중시한다. 이 상황은 리더에게 호의적이거나 비호의적인 상황이다. 즉 리더와 구성원의 관계·과업구조나 직위권한이 매우 높거나 낮은 곳에 해당한다.

### 상황모형[20]
피들러는 세 가지 상황변수들을 2등분한 후 조합하여 여덟 가지 상황으로 나누고(2*2*2), 각각의 상황이 리더에게 얼마나 호의적인가를 ‘상황의 호의성’(favorableness of the situation)이라는 이름하에 제시하였다.

#### 상황의 호의성

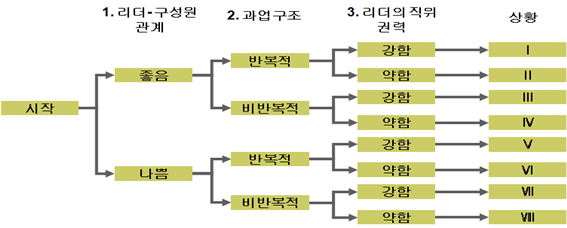
상황의 호의성

피들러는 상황의 호의성이라는 것을 그 상황이 리더로 하여금 자기 집단에 대해 그의 영향력을 행사할 수 있게 하는 정도라고 정의하고 있다. 위의 상황변수의 세 가지 구성요소들이 결합하여 상황의 호의성을 결정한다. 이 때 상황의 호의성에 영향을 주는 상황변수의 중요성은 리더-구성원 관계, 과업구조, 그리고 리더의 직위권력의 순이며 이들의 비중은 4:2:1로 가정된다. 이 모델에서는 세 가지 요소의 결합방법에 따라 여덟 가지의 조합이 나올 수 있다. 이 여덟 가지 중 리더에게 가장 호의적인 상황은 그 집단의 성원들이 모두 리더를 좋아하고, 명확하게 정의된 직무를 지시할 수 있고, 또 리더가 강력한 직위를 갖고 있는 상황이다.
피들러는 여덟 가지 상황들 각각을 옥탄트(octant)라고 부르는데, 그는 리더십 상황(옥탄트) I~VIII에 대하여 적합한 리더십 스타일을 다음과 같이 제시하고 있다. 즉, 세 가지 상황변수들을 분석하여 상황호의성을 도출하고 상황 I~VIII에 대한 바람직한 리더십 스타일을 나누어 설명하고 있으며 그림의 그래프는 각 상황에 따른 LPC점수와 성과의 상관관계를 나타낸 것이다.

### 리더십 유형과 상황의 관계
리더와 구성원과의 관계가 좋으며 집단의 과업구조화 정도가 높고 리더가 직위권력을 행사할 수 있을 때 조직 내에서 리더의 입장과 상황이 가장 유리하다.피들러에 따르면, 상황호의성이 중간정도 일 때에는(IV, V, VI 상황들) 보다 관용적이고 관계지향적인 리더십 스타일이 최적이라고 한다. 즉, 하급자들이 리더를 보통정도 호의적으로 대해주고 리더가 어느 정도의 권력을 갖고 있으며 하위자들이 수행하는 과업이 약간 애매한 상황에서는 관계중심적 리더십이 최선의 결과를 낳는다는 것이다. 반대로, 상황의 아주 호의적이거나(상황, I, II, III) 또는 비호의적일 때(상황 VII, VIII)에는 과업중심적 리더십 스타일이 최선의 성과를 가져다준다고 본다.
즉, 상황 I, II, III, VII, VIII 에서는 LPC와 성과가 부의 상관관계를 가지므로 LPC 점수가 낮을수록, 리더가 과업지향적일수록 성과가 높아지며, 상황 IV, V, VI에서는 높은 LPC 점수를 보이는 관계중심적 리더십이 높은 성과와 관련된다는 것이다.결론적으로 지도상황에 있어서 지도자와 조직 구성원과의 관계가 우호적이고 업무가 구조화(構造化)되어 있고 지위에 따른 권한이 많이 부여되어 있는 그러한 유리한 상황이거나, 반대로 지도자와 조직구성원 간에 서로 불신하는 비우호적(非友好的)인 관계에 있거나 업무가 비구조적이고 예측하기 어려우며 지도자의 권한이 약한 그러한 불리한 상황에서는 업무지향형이 효과적이라는 사실, 그리고 유리하지도 불리하지도 아니한 중간 정도의 상황에서는 관계지향형이 효과적이라는 사실을 알 수 있다.

## 의의
피들러의 이론이 리더십연구의 시계(視界)를 확대시켜 준 것은 물론 많은 연구를 자극한 것은 모두가 인정하고 있는 사실이다. 이론의 발전에 공통적인 성격이기도 하나 피들러 모형의 실증적 연구결과는 혼합되어 나타는 동시에 논쟁이 계속되고 있다. 특히 피들러는 자신의 리더십모형에 대하여 오랫동안 거의 모든 노력을 기울여 왔다.
예컨대 이론의 타당성을 옹호하기 위하여 광범위하고 다양한 집단과 조직에 관한 연구를 인용하고 있다. 이러한 조직들에는 해군. 화학연구팀, 공장부서, 수퍼마켓, 중장비공장의 부서, 기사집단, 병원간수 공중보건팀 등이 포함되어 있다. 이러한 조사를 통하여 피들러는 자신의 이론이 대단히 예측력(predictive)이 있으며, 타당성 연구에서 얻은 결과가 원래 자신의 연구결과와 일치하고 있다는 결론을 내리고 있다.
피들러의 실증적 연구의 결과는 모형에서 예측한 대로 매우 우호적이거나 매우 비우호적 상황에서는 과업중심적 리더가 더 나은 성과를 가지는 반면에, 중간 수준의 상황에서는 인간관계지향적인 리더가 보다 효과적인 것으로 나타났다. 요컨대 피들러는 방법론적인 타당성 연구에서 자신의 이론에 대하여 상당한 지지를 얻고 있다고 주장하고 있다. 특히 실험적 상황에서 피들러 모형의 실증적 타당성은 상당한 지지를 받은 것으로 보인다.
R.E.Riggio는 리더십 이론의 발전에 공헌한 피들러의 업적을 다음과 같이 요약했다.
피들러의 모형은 리더십을 특성이나 행동이상의 것으로 보고 그에 대한 상황적 접근방법을 제시한 최초의 가장 가시적인 리더십이론으로 상황 이론의 바탕을 제공하였다고 할 수 있다. 즉, 피들러는 효과적인 리더십 스타일과 상황을 구별할 수 있도록 하는 증거를 제시하였다. 또한 리더십의 효과성모형은 리더의 효과성을 결정하는 상황과 리더의 특성의 중요성을 강조하고 있다. 그리고 피들러의 모형은 다량의 리더십연구를 자극하였다. 모형을 개선하기 위하여 모형 자체의 예측성에 대한 검증뿐만 아니라 다른 상황이론의 형성을 촉진하였다. 마지막으로 피들러는 현실적인 리더십 상황에 적용할 수 있는 리더적부프로그램(Leader Match Program)을 개발하였다. 피들러의 상황 이론은 실제로 많은 조직에 적용되어 좋은 성과를 내고 있어, 리더십 스타일을 조직의 특수한 상황에 적합시키면 조직의 유효성이 증가하는 것으로 나타났다.

## 비판점[25]
피들러의 모형에 대한 검증을 시도한 다수의 연구에서 해석과 결론이 엇갈리고 있다. 그의 이론을 비판하는 이론가들의 초점은 주로 방법론적인 문제에 주어지고 있다. 피들러의 이론은 실증연구에 바탕을 둔 것으로서 실천 지향적이기는 하나 LPC점수의 의미가 명확하지 않을 뿐 아니라, 리더십의 유효성에 대한 이론적 설명이 결여되어 있다는 비판을 받고 있는데, 여러 리더십 이론 학자들이 제시하고 있는 비판을 열거하면 다음과 같다.
- LPC 측정방법: 상황적합성이론에서는 LPC점수가 연구방법에 매우 중요한 부분을 차지하고 있는 것이 사실이다. 그런데 피들러의 LPC 설문에는 심각한 문제가 있다. 시간이 흐르면서 LPC의 정의가 여러 가지로 바뀌고 있으며 피들러 자신도 LPC가 무엇을 측정하는지에 대하여 확신을 갖고 있지 못하다. 사실 LPC 설문은 어떤 이론적 근거에 의해서 연역적으로 도출된 것이 아니라 피들러가 정신과의사와 환자와의 관계를 연구하면서 ‘자아개념(Self-Concept)의 유사성을 측정할 때 사용했던 Q-기법 설문을 수정하여 리더-성원관계에 적용한 ASO(Assumed Similarities Opposites Scores) 설문을 다시 수정하여 순전히 귀납적으로 도출한 것이다. 즉, 실증적 연구에 근거하여 사후적으로 LPC에 대한 해석이 가하여졌을 뿐, 사전적(事前的) 이론이나 계획에 의하여 만들어진 변수가 아니다. 그러다 보니 실증연구 결과가 다르게 나올 때마다 LPC에 대한 해석이 바뀔 수밖에 없었으며, 이것이 결국 본 이론의 최대 약점이 된 것이다. LPC 설문지가 실제로 무엇을 측정하고 있고, 이것이 실제로 리더의 성격이나 동기행동경향을 정확하게 측정하고 있는지 그리고 LPC점수가 실제로 리더의 행동스타일과 연관성을 지니고 있는지에 대하여 많은 논의가 계속되고 있다.

- 리더의 행동과 부하와의 관계: 리더와 집단구성원이 상호작용을 하는 과정에서 그들의 관계가 달라질 수 있다. 즉, 처음에는 리더-부하관계가 나쁘다가도 차차 상호관계가 개선되어 좋아질 수도 있다. 이러한 경우에 효과적인 리더행동을 어떻게 설명할 수 있는지, 이에 대한 의문이 제기되고 있다.

- 리더행동경향의 단일연속선개념: 상황적합성이론은 LPC측정방법을 볼 때 근본적으로 과업-관계지향성이 단일연속선개념(시간이 경과하면 상황이 바뀔 수도 있다는 점)을 전제하고 있다. 따라서 상황적합성이론은 리더행동의 복수연속성개념을 전제하는 학자들로부터 비판을 받고 있다.[26]

그들은 LPC 척도의 신뢰성과 LPC점수를 둘러싼 불확실성과 모형의 타당성을 지지하는 연구의 통계적 절차와 분석방법에 대해 비판하였고 측정도구의 신뢰성과 타당성에 대해서도 의문을 제기하였다. 또 상황적 우호성의 해석, LPC점수와 상황적 우호성과의 관계, 상황적 요인 측정의 한계 그리고 이론의 타당성, 예측력, 리더적부 개념에 대한 회의에 대한 비판도 있다.
이 외에도 피들러의 상황이론의 타당성에 대한 논란은 상당히 오랜 기간 계속되어 왔다. 그럼에도 불구하고 협소하게 단일한 리더자질에 초점을 둔다거나, 측정변수의 모호성이나, 설명과정이 없다는 등의 심각한 개념적인 취약성으로 인하여 리더십효과성을 설명하는 유용성이 제한되어 있다는 점은 여전히 숙제로 남아 있다.
타당성에 문제를 제기하는 측에서는 주로 측정의 문제와 개념상의 결함을 들어 공격하였고 피들러 측에서는 개념에 수정을 가한다든가 실증연구 결과를 들어 반박하였다. 1995년에 35편의 실증연구들을 대상으로 수행된 메타분석 연구의 결과가 본 논란에 대하여 축약적으로 결론을 내리고 있다.
간단히 요약하면,
1. LPC에 관한 것으로, 피들러는 초기의 연구에서 LPC란 리더의 성격을 측정하려는 것이라고 하였으나, 그 후 생각을 바꾸어 LPC가 집단 내에서의 사회적 욕구충족과 관련된 동기구조라고 하였다.
2. 이 모형은 리더십 유형을 관계지향적인 것과 과업지향적인 것으로 양분하고 있지만, 리더십 유형이란 근본적으로 단일 차원의 개념으로써 동시에 과업지향적일 수도 있고 관계지향적일 수도 있으며, 상황에 따라 리더는 자기의 리더십 유형을 바꾸어 보려고 시도할 수도 있다는 것이다.
3. 리더의 LPC점수가 어떻게 집단성과에 대한 원인변수가 되느냐 하는데 대한 충분한 설명이 결여되어 있다.
4. 상황적 통제 변수의 지표를 산정 하는데 사용된 세 개의 상황변수에 대한 가중치가 임의적으로 결정되었다.
5. 상황에 대한 측정치가 리더의 LPC점수에 대해 완전히 독립적이지 못하다.
6. 리더는 보통 부하에 대해 다소 배려적으로 행동함으로써 리더와 구성원의 관계가 변화할 수도 있다.[28]